# 什波拉區
什波拉區（烏克蘭語：Шполянський район）是位於烏克蘭中部切爾卡瑟州的舊區，首府設於什波拉，並於2020年被撤銷。該區面積1,105.3平方公里，2015年人口43,878，人口密度每平方公里39.7人。
1. ↑  . Міністерство розвитку громад та територій України.   [2022-05-24]. （原始内容存档于2022-02-25） （乌克兰语）.